# 娯楽 (バラエティ) 増刊号
『娯楽 増刊号』（バラエティ ぞうかんごう）は、2007年11月21日に初回限定生産で発売された東京事変の3枚目のアナログ盤アルバム。発売元はEMIミュージック・ジャパン。

## 概要
タイトルに「娯楽」と付いているものの、3rdアルバム『娯楽』のアナログ盤ではなく、CDシングル『OSCA』と『キラーチューン』の全収録曲と、DVD「閃光少女」収録の「閃光少女」とその別アレンジによる英訳版「put your camera down」の計8曲を収録したスペシャル・パッケージとなっている。
ディスクジャケットのテレビに映っているテレビ番組は『森田一義アワー 笑っていいとも! 増刊号』の番組名をパロディにした『東京事変アワー バラエティ 増刊号』というものである。またリモコンを握っているのは刄田綴色。

## 収録曲
| 全編曲: 東京事変。 |              |                               |          |
| #                  | タイトル     | 作詞                          | 作曲     |
| 1.                 | 「閃光少女」 | 椎名林檎                      | 亀田誠治 |
| 2.                 | 「OSCA」     | 浮雲                          | 浮雲     |
| 3.                 | 「ピノキオ」 | 伊澤一葉                      | 伊澤一葉 |
| 4.                 | 「鞄の中身」 | 椎名林檎 (英訳: Robbie Clark) | 伊澤一葉 |

| 全編曲: 東京事変。 |                                                   |                               |          |
| #                  | タイトル                                          | 作詞                          | 作曲     |
| 1.                 | 「キラーチューン」                                | 椎名林檎                      | 伊澤一葉 |
| 2.                 | 「BB.QUEEN」                                      | 浮雲                          | 浮雲     |
| 3.                 | 「体」                                            | 椎名林檎 (英訳: Robbie Clark) | 浮雲     |
| 4.                 | 「put your camera down」(閃光少女 エンドロール編) | 椎名林檎                      | 亀田誠治 |